# Ворфілд (Вірджинія)
Ворфілд (англ. Warfield) — переписна місцевість (CDP) в США, в окрузі Брансвік штату Вірджинія. Населення — 104 особи (2020).

## Географія
Ворфілд розташований за координатами 36°53′51″ пн. ш. 77°49′10″ зх. д. / 36.89750° пн. ш. 77.81944° зх. д. (36.897538, -77.819323).  За даними Бюро перепису населення США в 2010 році переписна місцевість мала площу 6,12 км², уся площа — суходіл.

## Демографія
Згідно з переписом 2010 року, у переписній місцевості мешкало 115 осіб у 49 домогосподарствах у складі 32 родин. Густота населення становила 19 осіб/км².  Було 61 помешкання (10/км²).
Расовий склад населення:
| - 74,8 % — чорних або афроамериканців - 23,5 % — білих |

До двох чи більше рас належало 1,7 %. Частка іспаномовних становила 0,0 % від усіх жителів.
За віковим діапазоном населення розподілялося таким чином: 21,7 % — особи молодші 18 років, 56,6 % — особи у віці 18—64 років, 21,7 % — особи у віці 65 років та старші. Медіана віку мешканця становила 41,1 року. На 100 осіб жіночої статі у переписній місцевості припадало 109,1 чоловіків;  на 100 жінок у віці від 18 років та старших — 91,5 чоловіків також старших 18 років.
Цивільне працевлаштоване населення становило 61 осіб. Основні галузі зайнятості: оптова торгівля — 49,2 %, публічна адміністрація — 36,1 %, виробництво — 14,8 %.